# Anca Zijlstra
Anja Carolina „Anca“ Zijlstra (* 3. September 1973 in Heerlen) ist eine niederländische Dartspielerin.

## Karriere
Zijlstra begann ihre Profidartkarriere im Jahr 2011, als sie erstmals an den Turnieren der British Darts Organisation (BDO) teilnahm. Ihr erster größerer Erfolg war dabei ein Viertelfinaleinzug bei den Belgium Open im August 2012. Im selben Jahr zog sie beim World Masters ins Achtelfinale ein, dass sie mit 1:4 gegen Tamara Schuur verlor. Beim Tops of Ghent scheiterte sie im Viertelfinale knapp an der Rekordweltmeisterin Trina Gulliver.
2013 stand Zijlstra erneut im Viertelfinale der Belgium Open sowie ein Jahr später bei den French Open. Ein erstes Halbfinale erreichte sie im November 2014 beim Sunparks Masters, wo sie Trina Gulliver und Irina Armstrong schlagen konnte, bevor sie Aileen de Graaf unterlag. Ebenfalls ins Halbfinale kam sie bei den Denmark Open 2015.
Zwei Wochen später spielte Zijlstra sich bei der Münsterland Trophy erstmals bis ins Finale. Dies verlor sie mit 5:7 gegen Aileen de Graaf. Infolgedessen etablierte sich Zijlstra als eine der besten Dartspielerinnen der Welt, welche häufig unter den letzten vier oder acht eines Turniers stand. Zu einer Finalteilnahme kam es bei den England National Championships, wo Fallon Sherrock jedoch klar die Oberhand behielt.
Beim World Masters 2015 gelang Zijlstra der Durchbruch noch nicht. Sie schied in der Runde der letzten 32 aus. Dafür qualifiziere sich Zijlstra erstmals für die BDO World Darts Championship 2016. Dabei gewann sie in der ersten Runde mit 2:1 gegen die ehemalige Weltmeisterin Anastassija Dobromyslowa. In der zweiten Runde, dem Viertelfinale, scheiterte sie jedoch an Aileen de Graaf mit 1:2.
Im darauffolgenden Jahr spielte sich Zijlstra erneut in mehrere Viertel- und Halbfinale. Für das Finale reichte es allerdings nicht. Bei der BDO World Trophy schied sie in der ersten Runde gegen Corrine Hammond aus.
Die BDO World Darts Championship 2017 musste Zijlstra ohne Leggewinn gegen Lorraine Winstanley verlassen. Im Finale der Romanian Open verlor sie mit 3:5 gegen Karolina Podgorska. In der BDO World Trophy gewann Zijlstra zunächst mit 4:3 gegen Lisa Ashton und zog nach einem 4:1-Erfolg über Trina Gulliver erstmals in ein Major-Halbfinale ein. Dieses verlor sie dann mit 2:5 gegen Aileen de Graaf, welche später das Turnier auch gewann. Zwei Wochen später verlor sie mit 0:2 im Finale der Swiss Open gegen Fallon Sherrock.
Im Juli 2017 gewann Zijlstra erstmals ein Profiturnier. Bei den BDO International Open gewann sie gegen Lorraine Winstanley und Tricia Wright und siegte im Finale mit 5:0 über Maria O’Brien. Ebenfalls errang sie den Titel beim Teamwettbewerb des WDF World Cups.
Bei der BDO World Darts Championship 2018 gewann Zijlstra wie im Vorjahr kein Leg und unterlag Anastassija Dobromyslowa mit 0:2. In der BDO World Trophy hingegen gewann sie in Runde eins gegen Trina Gulliver und schied erst im Viertelfinale nach 0:4 gegen Lorraine Winstanley aus.
Im September 2018 erreichte Zijlstra noch einmal ein Halbfinale bei den British Open, bevor sie weniger bei Profiturnieren der BDO in Erscheinung trat. Im April 2019 gewann sie das Vier-Nationen-Turnier, nahm jedoch an keinen Majors teil.
Im Februar 2020 verlor Zijlstra das Finale der Dutch Open gegen Aileen de Graaf, bevor die COVID-19-Pandemie den Damendartsport der BDO – bzw. nach dessen Liquidation der World Darts Federation (WDF) – bis zum Sommer 2021 aussetzen ließ. Stattdessen nahm Zijlstra an der PDC Women’s Series 2020 teil, konnte dabei jedoch nur zwei Spiele gewinnen.
Ab Mitte 2021 nahm Zijlstra dann wieder an Turnieren der WDF teil. Anfang Oktober gewann sie mit 5:2 im Finale gegen Anastassija Dobromyslowa die Denmark Open. Bei den Irish Open spielte sie sich ins Halbfinale.
Bei der WDF World Darts Championship 2022 war Zijlstra erstmals – an Position 3 – gesetzt. Sie konnte jedoch gegen Priscilla Steenbergen keinen Satz gewinnen. Bei den Denmark Open Ende April bzw. Anfang Mai spielte sich Zijlstra bei den Denmark Open erneut bis ins Finale, in welchem sie Deta Hedman mit 3:5 unterlag. zu einer Halbfinalteilnahme kam es eine Woche später bei den Welsh Open. Anfang Juni gewann Zijlstra die Swiss Open, indem sie im Finale Suzanne Smith mit 5:4 schlug. Bei den England National Singles Anfang Juli verlor sie im Halbfinale gegen Aileen de Graaf.
Anfang August spielte sich Zijlstra bei den Belgium Open ins Viertelfinale, unterlag jedoch der späteren Turniersiegerin Laura Turner mit 1:4. Beim British Classic zog Zijlstra ins Viertelfinale ein, welches sie gegen Landsfrau Noa-Lynn van Leuven verlor. Bei den am gleichen Wochenende stattfindenden British Open spielte sie sich sogar ins Halbfinale, wo sie der späteren Gewinnerin Lisa Ashton unterlag.
Ende September nahm sie für die Niederlande am WDF Europe Cup 2022 teil. Im Einzel schied sie dabei im Achtelfinale aus, im Doppel kamen sie und Lerena Rietbergen bis ins Halbfinale, wo sie Vicky Pruim und Susianne Hägvall aus Schweden unterlagen. Zusammen mit dem niederländischen Team kam sie bis ins Finale, wo man jedoch gegen England chancenlos war. Mitte November trat Zijlstra bei den Malta Open und dem Malta Masters an. Während sie bei den Malta Open im Halbfinale ausschied, konnte sie das Finale der Malta Masters gegen Paula Jacklin mit 5:1 gewinnen.
Anfang Dezember nahm Zijlstra beim World Masters 2022 teil. Sie überstand hierbei die Gruppenphase, schied jedoch in der Runde der letzten 64 gegen Yoko Tsukui aus Japan aus. Auch bei den am gleichen Wochenende ausgetragenen World Open schied sie in dieser Runde aus, hier gegen Lisa Zollikofer.
Bei den Dutch Open 2023 spielte sich Zijlstra im Einzel bis ins Achtelfinale, welches sie gegen Astrid Trouwborst mit 2:4 verlor. An der Seite von Aletta Wajer konnte sie sich im Doppelturnier bis ins Finale spielen, wo sie jedoch Beau Greaves und Deta Hedman unterlagen. Bei den Scottish Open erreichte sie daraufhin das Viertelfinale.
Beim Isle of Man Classic Mitte März spielte sich Zijlstra ins Halbfinale, welches sie gegen die Turniersiegerin Beau Greaves verlor. Ein weiteres Halbfinale erreichte sie bei den British Open im September. In diesem unterlag sie Paige Pauling mit 2:4. Ende September nahm Zijlstra beim WDF World Cup 2023 teil. Im Einzel schaffte sie es dabei bis ins Viertelfinale, wo sie knapp mit 3:4 Deta Hedman unterlag. Im Doppel errang sie die Bronzemedaille zusammen mit Aileen de Graaf, nachdem man sich ins Halbfinale gespielt hatte. Im Team schieden die Niederländerinnen im Achtelfinale gegen Irland aus.
Bei der WDF World Darts Championship 2023 war Zijlstra an Position acht gesetzt. Sie unterlag aber wie im Vorjahr mit 0:2, dieses Mal der US-Amerikanerin Paula Murphy.
Sowohl bei den Las Vegas Open als auch Las Vegas Classic im Januar 2024 unterlag Zijlstra im Viertelfinale gegen Fallon Sherrock mit 1:4. Bei den Scottish Open kam sie ins Halbfinale, verlor aber auch hier gegen Sherrock. Im Februar stand sie im Halbfinale der Slovak Masters. Im Juni spielte sie sich bei den England National Singles ins Halbfinale, in welchem sie Deta Hedman mit 1:5 unterlag. Bei den Belgium Open Anfang August stand Zijlstra ebenfalls im Halbfinale. Hier unterlag sie mit 1:4 Aileen de Graaf. Mitte August verlor sie das Finale der Swedish Open mit 2:5 gegen Aletta Wajer. Anfang September stand Zijlstra sowohl beim England Classic als auch beim England Masters im Halbfinale. Beide Male unterlag sie mit 1:4 Paige Pauling. Mitte September unterlag sie im Halbfinale sowohl beim Italian Grand Masters als auch bei den Italian Open mit 1:4 gegen Irina Armstrong.
Beim World Masters 2024 erreichte Zijlstra drei von drei Siegen in der Gruppenphase und qualifizierte sich für die K.-o.-Runde, in der sie zunächst Ina Rademacher mit 5:1 besiegte, bevor sie mit dem gleichen Ergebnis Kosuzu Iwao aus Japan unterlag. Bei den WDF World Open, welche am gleichen Wochenende ausgetragen wurden, erreichte Zijlstra das Viertelfinale. Kurz darauf gelang Zijlstra ein Doppelsieg im lettischen Riga. Zunächst gewann sie die Latvian Open mit 5:4 gegen Lerena Rietbergen, bevor sie auch die Riga Open mit 5:4 gegen Maud Jansson gewann. Ende des Monats stand Zijlstra im Halbfinale des Hungarian Classic sowie des Hungarian Masters. Bei ihrer Teilnahme an der WDF World Darts Championship 2024 traf sie in der ersten Runde am 30. November auf Jitka Císařová und blieb mit 0:2 in Sätzen und 0:6 in Legs chancenlos.
An Position sieben gesetzt nahm Zijlstra daraufhin an den Dutch Open teil. Sie spielte ein gutes Turnier und erreichte nach knappem Sieg über Kirsty Hutchinson das Viertelfinale, welches sie gegen Finalistin Lerena Rietbergen verlor. Anfang März spielte sich Zijlstra beim Isle of Man Masters ins Finale, unterlag aber Deta Hedman mit 2:5.

## Titel

### WDF
- Gold-Turniere 
  - Denmark Open: (1) 2021
- Silber-Turniere
  - Latvian Open: (1) 2024
- Bronze-Turniere
  - Riga Open: (1) 2024

## Weltmeisterschaftsresultate
- 2016: Viertelfinale (1:2-Niederlage gegen  Aileen de Graaf)
- 2017: Achtelfinale (0:2-Niederlage gegen  Lorraine Winstanley)
- 2018: Achtelfinale (0:2-Niederlage gegen  Anastassija Dobromyslowa)

### WDF
- 2022: Achtelfinale (0:2-Niederlage gegen  Priscilla Steenbergen)
- 2023: Achtelfinale (0:2-Niederlage gegen  Paula Murphy)
- 2024: 1. Runde (0:2-Niederlage gegen  Jitka Císařová)